# Jabłuniwka (obwód rówieński)
Jabłuniwka (ukr. Яблунівка) – wieś na Ukrainie, w obwodzie rówieńskim, w rejonie dubieńskim, w hromadzie Pełcza. W 2001 roku liczyła 297 mieszkańców.
Do 1946 roku miejscowość nosiła nazwę Edwardówka (ukr. Едвардівка, Edwardiwka).